# Кондратьєва Марія Олександрівна
Кондратьєва Марія Олександрівна (нар. 17 січня 1982) — колишня радянська тенісистка.
Найвищу одиночну позицію світового рейтингу — 210 місце досягла 23 червня 2008, парну — 48 місце — 18 жовтня 2010 року.
Здобула 4 одиночні та 1 парний титул.
Найвищим досягненням на турнірах Великого шолома було 2 коло в парному розряді.
Завершила кар'єру 2016 року.

## Фінали турнірів WTA

### Парний розряд: 4 (1–3)
| Перемога – Легенда                  |
| ----------------------------------- |
| Турніри Великого шолома (0–0)       |
| Чемпіонати WTA (0–0)                |
| Premier Mandatory & Premier 5 (0–0) |
| Premier (0–1)                       |
| International (1–2)                 |

| Результат | Ранг | Дата     | Турнір                               | Покриття | Партнерка           | Суперниці                       | Рахунок          |
| --------- | ---- | -------- | ------------------------------------ | -------- | ------------------- | ------------------------------- | ---------------- |
| Поразка   | 1.   | Жов 2009 | Кубок Кремля, Росія                  | Тверде   | Клара Коукалова     | Марія Кириленко Надія Петрова   | 6–2, 6–2         |
| Поразка   | 2.   | Кві 2010 | Andalucia Tennis Experience, Іспанія | Ґрунт    | Ярослава Шведова    | Сара Еррані Роберта Вінчі       | 6–4, 6–2         |
| Перемога  | 3.   | Лип 2010 | Banka Koper Slovenia Open, Словенія  | Тверде   | Владіміра Угліржова | Марина Еракович Анна Чакветадзе | 6–4, 2–6, [10–7] |
| Поразка   | 4.   | Лип 2010 | Istanbul Cup, Туреччина              | Тверде   | Владіміра Угліржова | Елені Даніліду Ясмін Вер        | 6–4, 1–6, [11–9] |

## Фінали ITF

### Одиночний розряд (4–7)
| Легенда          |
| ---------------- |
| турніри $100,000 |
| турніри $75,000  |
| турніри $50,000  |
| турніри $25,000  |
| турніри $10,000  |

| Фінали за покриттям |
| ------------------- |
| Тверде (0–2)        |
| Ґрунт (4–5)         |
| Трава (0–0)         |
| Килим (0–0)         |

| Результат | Ранг | Дата              | Місце                         | Покриття | Суперниця            | Рахунок          |
| --------- | ---- | ----------------- | ----------------------------- | -------- | -------------------- | ---------------- |
| Поразка   | 1.   | 24 червня 2001    | Велп, Нідерланди              | Ґрунт    | Ілона Вишневська     | 7–6(5), 3–6, 2–6 |
| Перемога  | 1.   | 22 липня 2001     | Ле-Туке-Парі-Плаж, Франція    | Ґрунт    | Орор Дезер           | 6–4, 7–6(6)      |
| Поразка   | 2.   | 23 вересня 2001   | Тбілісі, Грузія               | Ґрунт    | Патріція Вартуш      | 0–6, 6–4, 2–6    |
| Перемога  | 2.   | 18 листопада 2001 | Гавр, Франція                 | Ґрунт    | Оксана Каришкова     | 7–5, 5–7, 7–5    |
| Перемога  | 3.   | 27 липня 2003     | Горб-ам-Неккар, Німеччина     | Ґрунт    | Ана Тимотич          | 7–5, 6–3         |
| Поразка   | 3.   | 4 липня 2004      | Мон-де-Марсан, Франція        | Ґрунт    | Паула Гарсія         | 3–6, 2–6         |
| Поразка   | 4.   | 18 липня 2004     | Гархінг-бай-Мюнхен, Німеччина | Ґрунт    | Санда Мамич          | 3–6, 6–1, 2–6    |
| Поразка   | 5.   | 29 серпня 2004    | Москва, Росія                 | Ґрунт    | Катерина Бичкова     | 2–6, 1–6         |
| Перемога  | 4.   | 12 вересня 2004   | Тбілісі, Грузія               | Ґрунт    | Маргаліта Чахнашвілі | 7–5, 6–4         |
| Поразка   | 6.   | 9 жовтня 2005     | Трой (Нью-Йорк), США          | Тверде   | Аша Ролле            | 1–6, 5–7         |
| Поразка   | 7.   | 26 квітня 2008    | Наманган, Узбекистан          | Тверде   | Ксенія Палкіна       | 0–6, 6–3, 3–6    |

### Парний розряд (20–12)
| Легенда          |
| ---------------- |
| турніри $100,000 |
| турніри $75,000  |
| турніри $50,000  |
| турніри $25,000  |
| турніри $10,000  |

| Фінали за покриттям |
| ------------------- |
| Тверде (2–4)        |
| Ґрунт (16–7)        |
| Трава (0–0)         |
| Килим (2–1)         |

| Результат | Ранг | Дата              | Місце                         | Покриття  | Партнерка               | Суперниці                               | Рахунок          |
| --------- | ---- | ----------------- | ----------------------------- | --------- | ----------------------- | --------------------------------------- | ---------------- |
| Поразка   | 1.   | 19 січня 2001     | Стамбул, Туреччина            | Тверде    | Світлана Мосякова       | Дуйґу Акшит Оал Олена Яришко            | 3–6, 0–6         |
| Перемога  | 1.   | 30 липня 2001     | Стамбул, Туреччина            | Тверде    | Світлана Мосякова       | Марія Павліду Еваґелія Руссі            | 6–2, 7–5         |
| Перемога  | 2.   | 27 серпня 2001    | Алфен-ан-ден-Рейн, Нідерланди | Ґрунт     | Ілона Вишневська        | Анаук Стерн Сусанне Трік                | 3–6, 6–2, 6–1    |
| Перемога  | 3.   | 11 листопада 2001 | Гавр, Франція                 | Ґрунт     | Ліга Декмеєре           | Даніела Олівера Наташа Рандріантефі     | 6–4, 6–3         |
| Перемога  | 4.   | 19 листопада 2001 | Довіль (Кальвадос), Франція   | Ґрунт     | Ліга Декмеєре           | Івонн Дойл Ева Ербова                   | 6–1, 7–6(7)      |
| Перемога  | 5.   | 21 січня 2002     | Курмайор, Італія              | Килим     | Гульнара Фаттахетдінова | Юлія Бейгельзимер Йоланда Менс          | 5–7, 6–3, 6–4    |
| Перемога  | 6.   | 18 березня 2002   | Сьюдад-Хуарес, Мексика        | Ґрунт     | Анастасія Родіонова     | Ольга Виметалкова Магдалена Зденовкова  | 6–3, 6–0         |
| Перемога  | 7.   | 30 червня 2002    | Рабат, Марокко                | Ґрунт     | Гульнара Фаттахетдінова | Деббі Гак Йоланда Менс                  | 6–3, 7–5         |
| Перемога  | 8.   | 21 липня 2002     | Ле-Контамін-Монжуа, Франція   | Тверде    | Катарина Мишич          | Стефані Коен-Алоро Анн-Лор Ейтц         | 6–1, 7–6(4)      |
| Перемога  | 9.   | 12 серпня 2002    | Інсбрук, Австрія              | Ґрунт     | Гульнара Фаттахетдінова | Магдалена Кучерова Лідія Штайнбах       | 6–4, 4–6, 6–3    |
| Поразка   | 2.   | 15 вересня 2002   | Тбілісі, Грузія               | Ґрунт     | Гульнара Фаттахетдінова | Ева Бірнерова Габріела Хмелінова        | 4–6, 0–6         |
| Поразка   | 3.   | 23 вересня 2002   | Батумі, Грузія                | Тверде    | Гульнара Фаттахетдінова | Антоанета Пандєрова Дессислава Топалова | 6–2, 1–6, 1–6    |
| Перемога  | 10.  | 21 липня 2003     | Горб, Німеччина               | Ґрунт     | Шеллі Стефенс           | Леслі Буткевіч Кім Кілсдонк             | 6–3, 3–6, 6–3    |
| Поразка   | 4.   | 1 вересня 2003    | Жуковський (місто), Росія     | Ґрунт     | Гульнара Фаттахетдінова | Альона Бондаренко Валерія Бондаренко    | 7–6(6), 4–6, 3–6 |
| Поразка   | 5.   | 13 вересня 2004   | Тбілісі, Грузія               | Ґрунт     | Катерина Кожокіна       | Дар'я Кустова Олена Весніна             | 2–6, 4–6         |
| Перемога  | 11.  | 6 червня 2005     | Градо, Італія                 | Ґрунт     | Тетяна Уварова          | Даніелла Джефлі Дар'я Кустова           | 6–1, 3–6, 7–5    |
| Перемога  | 12.  | 11 квітня 2006    | Джексон (Міссісіпі), США      | Ґрунт     | Софі Лефевр             | Окамото Сейко Такасе Аямі               | 6–0, 6–3         |
| Перемога  | 13.  | 21 серпня 2006    | Москва, Росія                 | Ґрунт     | Катерина Макарова       | Міхаела Бузернеску Євгенія Родіна       | 4–6, 6–4, 6–1    |
| Поразка   | 6.   | 25 червня 2007    | Стамбул, Туреччина            | Тверде    | Станіслава Грозенська   | Монік Адамчак Тетяна Лужанська          | 4–6, 4–6         |
| Перемога  | 14.  | 21 серпня 2007    | Москва, Росія                 | Ґрунт     | Весна Долонц            | Софі Лефевр Ніна Братчикова             | 6–2, 6–1         |
| Поразка   | 7.   | 1 вересня 2007    | Москва, Росія                 | Ґрунт     | Василіса Давидова       | Аліса Клейбанова Анастасія Пивоварова   | 4–6, 6–3, 2–6    |
| Перемога  | 15.  | 5 листопада 2007  | Джунія, Ліван                 | Ґрунт     | Ольга Брозда            | Ніколе Клеріко Тельяна Перейра          | 6–3, 6–1         |
| Поразка   | 8.   | 24 березня 2008   | Tessenderlo, Бельгія          | Ґрунт     | Ольга Брозда            | Даніелле Гармсен Марлот Медденс         | 4–6, 4–6         |
| Поразка   | 9.   | 19 травня 2008    | Москва, Росія                 | Ґрунт     | Оксана Ужиловська       | Емма Лайне Теодора Мирчич               | 6–7(7), 2–6      |
| Перемога  | 16.  | 28 липня 2008     | Дніпро, Україна               | Ґрунт     | Василіса Давидова       | Людмила Кіченок Надія Кіченок           | 6–3, 6–1         |
| Перемога  | 17.  | 8 серпня 2008     | Москва, Росія                 | Ґрунт     | Віталія Дяченко         | Вероніка Капшай Ірина Кузьміна          | 6–0, 6–4         |
| Поразка   | 10.  | 26 січня 2009     | Гренобль, Франція             | Килим (i) | Софі Лефевр             | Юлія Федосова Віржині Піше              | 3–6, 3–6         |
| Перемога  | 18.  | 23 травня 2009    | Москва, Росія                 | Ґрунт     | Аріна Родіонова         | Юлія Калабіна Марта Сироткіна           | 7–5, 6–1         |
| Перемога  | 19.  | 22 червня 2009    | Гечо, Іспанія                 | Ґрунт     | Анастасія Полторацька   | Агустіна Лепоре Фредеріка Пієдаде       | 6–3, 6–1         |
| Поразка   | 11.  | 29 червня 2009    | Мон-де-Марсан, Франція        | Ґрунт     | Софі Лефевр             | Хорхеліна Краверо Марія Ірігоєн         | 6–2, 4–6, [7–10] |
| Поразка   | 12.  | 24 жовтня 2011    | Пуатьє, Франція               | Тверде    | Софі Лефевр             | Алізе Корне Віржіні Раззано             | 3–6, 2–6         |
| Перемога  | 20.  | 10 лютого 2013    | Гренобль, Франція             | Килим (i) | Рената Ворачова         | Ніколе Клеріко Летісія Костас           | 6–1, 6–4         |